# Fimbristylis adventitia
Fimbristylis adventitia là loài thực vật có hoa trong họ Cói. Loài này được Ces. mô tả khoa học đầu tiên năm 1863.